# Gaetano d’Espinosa
Gaetano d’Espinosa (ur. 1978 w Palermo) – włoski dyrygent i kompozytor.

## Życiorys
W Palermo studiował grę na skrzypcach i fortepianie, jak również kompozycję. Zdobył główne nagrody we włoskim Konkursie Skrzypcowym Vittorio Veneto (1992) i w Międzynarodowym Konkursie Muzyki Instrumentalnej i Wokalnej Rovere d’Oro w 1996. Bezpośrednio po studiach d’Espinosa został pierwszym koncertmistrzem w Tokyo Metropolitan Symphony Orchestra. W latach 2003–2008 był koncertmistrzem w Staatskapelle Dresden. Z tą orkiestrą wykonał premierę swojego Koncertu skrzypcowego nr 1 w (2005). Koncertował w takich miejscach, jak Auditorio Nacional w Madrycie, Palau de la Musica Catalana w Barcelonie, Konzerthaus Berlin i Filharmonia w Kolonii. Jego mentorem był włoski dyrygent Fabio Luisi. Jako jego asystent przygotował kilka oper w Operze Wiedeńskiej. W roku 2010 wyreżyserował Traviatę w Semperoper w Dreźnie. Dyrygował orkiestrami La Fenice w Wenecji, Teatro Massimo w Palermo, Teatro Carlo Felice w Genui, a także zespołami L’Orchestra Sinfonica di Milano Giuseppe Verdi, Kremerata Baltica, Kammerorchester Berlin, Philharmonisches Kammerorchester Dresden, Orkiestra Filharmonii Praskiej, NHK Symphony Orchestra, Gunma Symphony Orchestra, Osaka Century Orchestra i Orkiestrą Filharmonii Poznańskiej. Wydał dla Bayerischer Rundfunk płytę z dziełami Haydna, Szostakowicza i Ravela z Bamberger Symphoniker.